# Movimento negro no Brasil

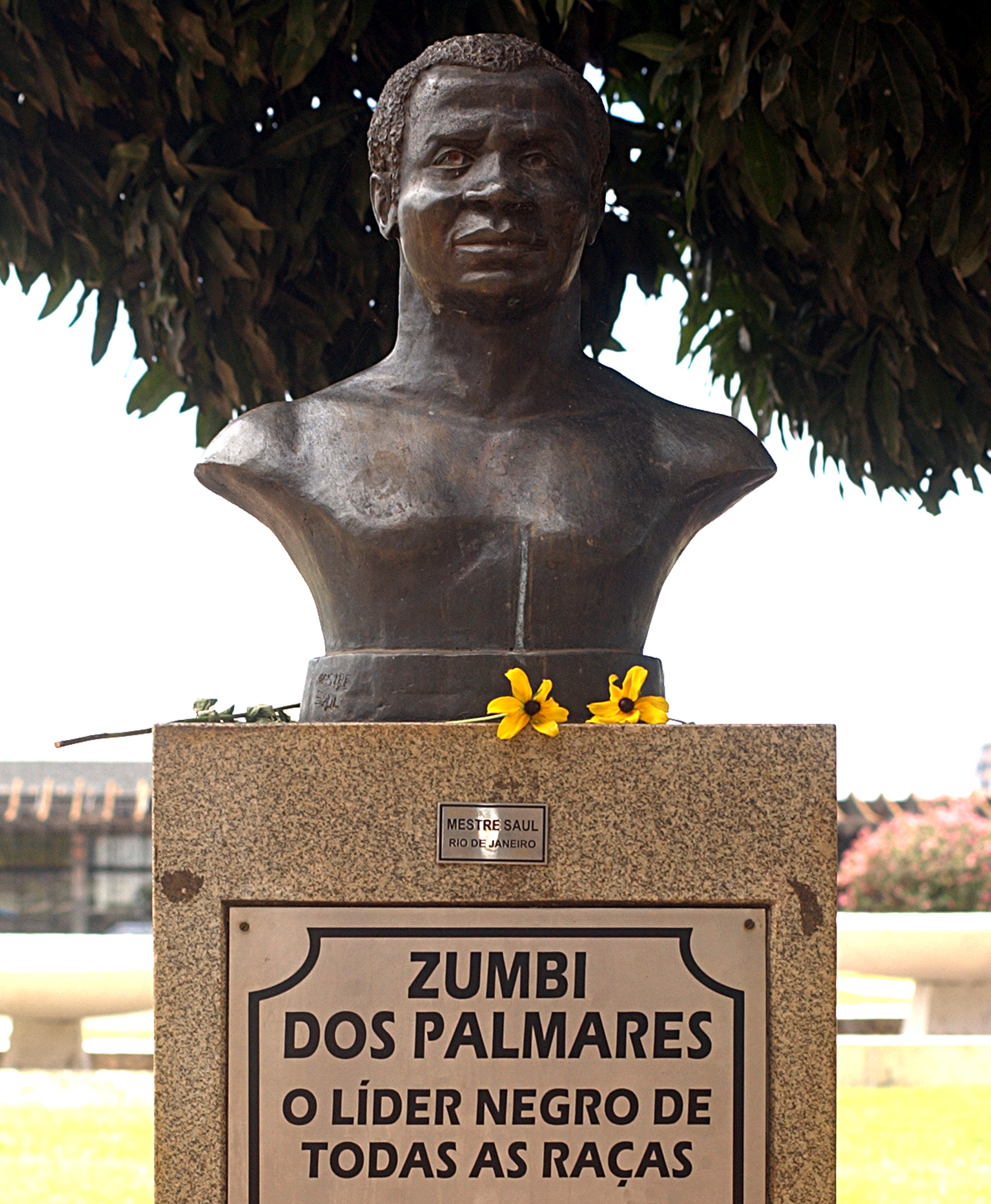
Monumento em Brasília homenageando Zumbi dos Palmares, líder quilombola e um dos maiores símbolos da resistência negra.

O movimento negro no Brasil corresponde a um conjunto  de movimentos sociais, políticos e culturais realizados pelos negros brasileiros, com a colaboração de aliados não negros, lutando por direitos e combatendo o racismo e a desigualdade.
Movimentos sociais expressivos envolvendo grupos negros perpassam toda a história do Brasil. Contudo, até a abolição da escravatura em 1888, estes movimentos eram quase sempre clandestinos e de caráter específico, posto que seu principal objetivo era a libertação dos negros cativos. Visto que os escravizados eram tratados como propriedade privada, fugas e insurreições, além de causarem prejuízos econômicos, ameaçavam a ordem vigente e tornavam-se objeto de violência e repressão não somente por parte da classe senhorial, mas também do próprio Estado e seus agentes.
Depois da abolição da escravatura o movimento negro continuou em suas ações reivindicatórias, sempre enfrentando resistências, repúdio e incompreensão de vários setores da sociedade brasileira, ocorrendo fases de avanço e outras de recuo. Muitos jornais e associações foram fundados em todo o país defendendo a igualdade e melhores condições de vida para os negros, e em vários momentos foram formados grupos de destacada atuação em diferentes linhas, como a Frente Negra Brasileira, a Associação Cultural do Negro, o Teatro Experimental do Negro, o Centro de Cultura e Arte Negra, o Quilombhoje e o Movimento Negro Unificado. Esse ativismo conseguiu reforçar a identidade étnica e influir na criação de legislação, resgatou memórias, valores e tradições, produziu expressiva literatura e iniciou um processo de revisão crítica da história, ressaltando a importância dos negros para a construção do país e sua cultura, assim como iniciou a derrubada do mito da democracia racial e a desfolclorização da imagem do negro.
Apesar dessas importantes conquistas, o movimento negro está longe de ter alcançado todos os seus objetivos. Uma grande parcela da população ainda é racista e resiste à ideia da igualdade, o preconceito está amplamente disseminado na sociedade, e todos os indicadores sociais, culturais e econômicos — saúde, educação, escolaridade, renda média, riqueza, emprego, qualidade de vida, participação democrática, representação política, inclusividade, acesso a infraestrutura, habitação, energia, abastecimento, serviços, benefícios, segurança, justiça, cultura — mostram que o negro permanece discriminado e em significativa desvantagem em relação ao branco. Em 2016, segundo o IBGE, 54,9% dos brasileiros se autodeclaravam pretos ou pardos. O Brasil tem a maior população afrodescendente das Américas e a maior população negra fora do continente africano.
Mesmo após a obrigatoriedade do ensino da história e da cultura afro-brasileira nas escolas a partir do ano de 2003, ainda é necessária a produção de argumentos para poder afirmar que o racismo de fato existe no Brasil. Além disso, há estudos que confirmam que quando a história do povo negro no Brasil é trabalhada em sala de aula, apenas escravidão e abolição são mencionadas com relevância, ignorando a literatura africana e seu contexto cultural. Durante a pandemia de covid-19, que exigiu medidas de segurança de isolamento social e o ensino emergencial remoto, evidenciou-se ainda mais as disparidades socioeconômicas, educacionais e raciais.

## Resistência negra pré-abolição

### Quilombos

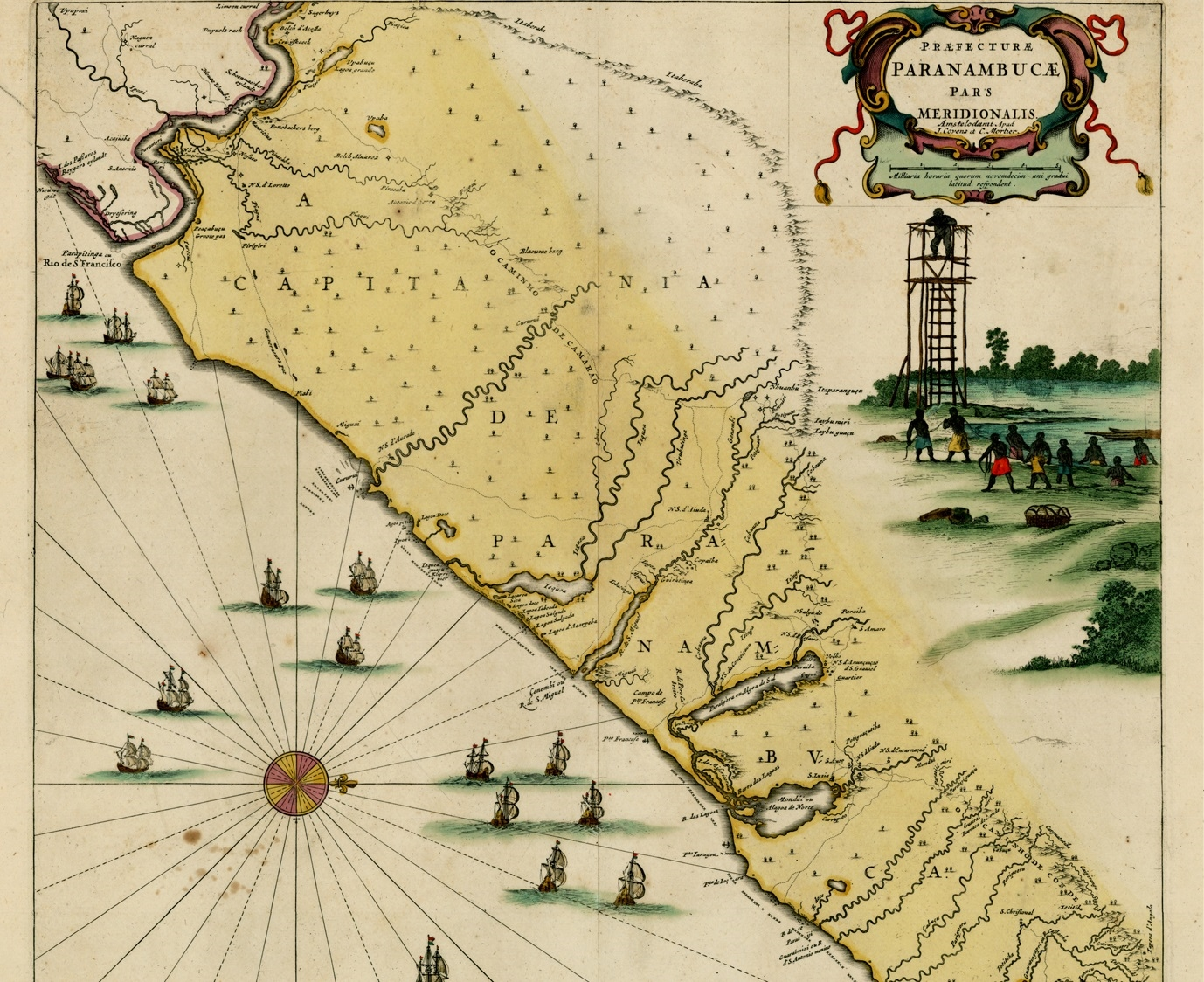
Mapa da Capitania de Pernambuco com representação do Quilombo dos Palmares, confeccionado pelo pintor e gravurista holandês Frans Post em 1647. Palmares foi o maior quilombo do Brasil colonial.

A principal forma de exteriorização dos movimentos negros rebeldes contra a escravização foi a quilombagem. Diz Clóvis Moura:
"Entendemos por quilombagem o movimento de rebeldia permanente organizado e dirigido pelos próprios escravos que se verificou durante o escravismo brasileiro em todo o território nacional. Movimento de mudança social provocado, ele foi uma força de desgaste significativa ao sistema escravista, solapou as suas bases em diversos níveis – econômico, social e militar – e influiu poderosamente para que esse tipo de trabalho entrasse em crise e fosse substituído pelo trabalho livre".
Embora, como assinale Moura, a quilombagem tenha por centro organizacional o quilombo, para onde iam os escravos fugidos (e onde buscavam refúgio toda sorte de excluídos e marginalizados da sociedade da época), ela englobava "outras formas de protesto individuais ou coletivas", como as insurreições (cujo marco é a de 1835 em Salvador) e o bandoleirismo, forma de guerrilha na qual grupos de escravos fugidos se organizavam para atacar povoados e viajantes nas estradas.
Na acepção de Moura, como movimento emancipacionista, a quilombagem "antecede em muito, o movimento liberal abolicionista" (romantizado em obras de ficção como o romance Sinhá-Moça, de 1950) e, enquanto proposta política, somente começou a difundir-se após 1880, quando o escravismo já entrara em crise. Contudo, pela ausência de mediadores entre os escravos rebeldes e a classe senhorial, a problemática quilombagem só podia ser solucionada através da violência e não do diálogo. Neste aspecto, a maioria dos movimentos quilombolas não dispunha de meios para resistir longo tempo ao aparelho repressor do Estado, embora tenham existido exceções, como o Quilombo dos Palmares, que durou quase um século.

### Das inconfidências ao isabelismo

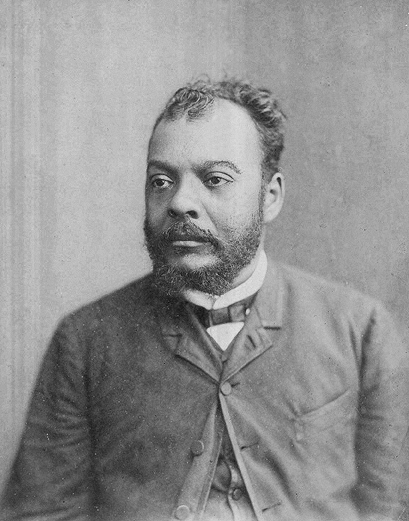
José do Patrocínio, o idealizador da Guarda Negra.

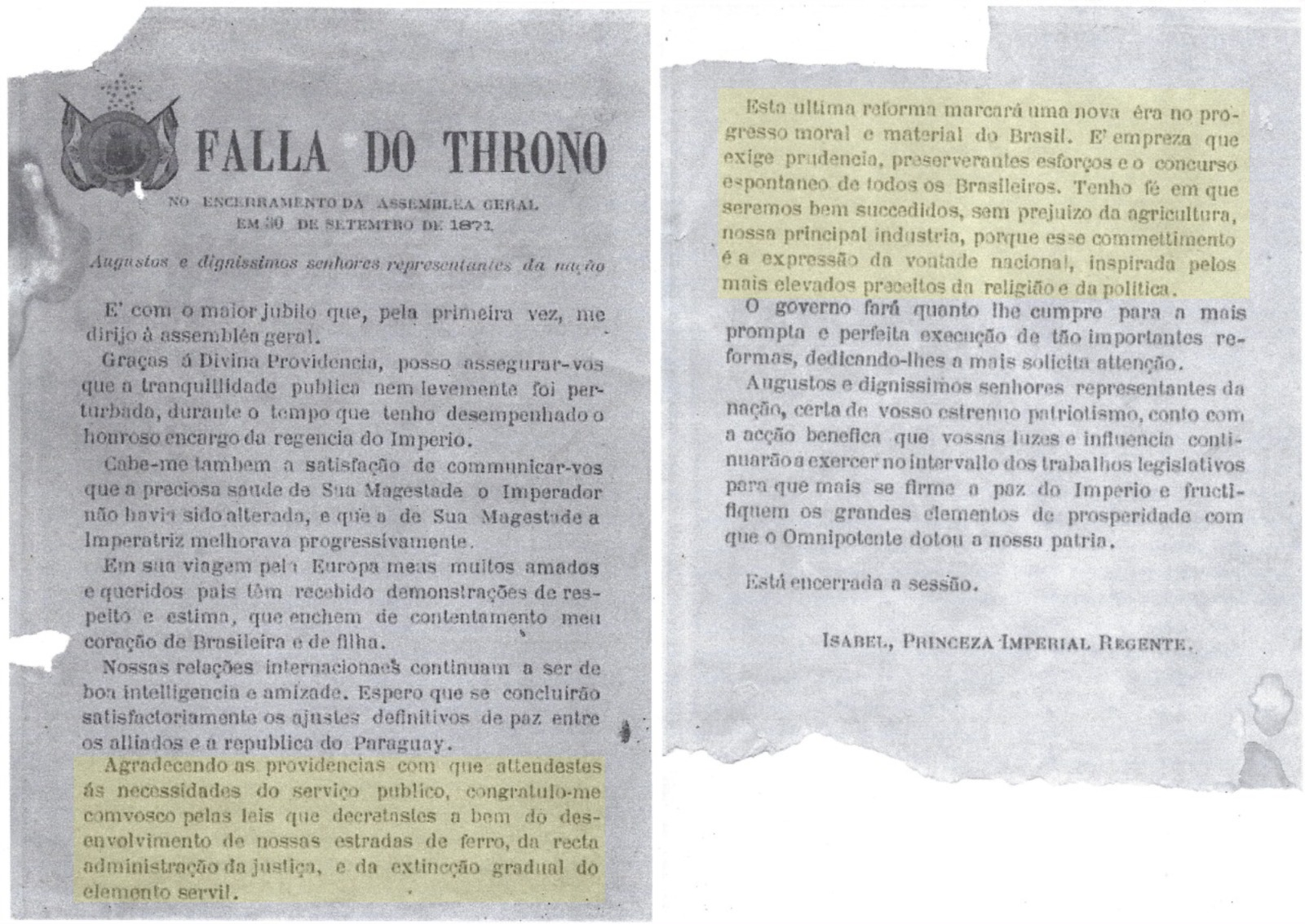
Discurso da regente Isabel, em 1871, em que ela fala perante os deputados e senadores pelo fim gradual da escravidão no Brasil.

Na Inconfidência Mineira, os negros estiveram praticamente ausentes, mas este não foi o caso na Conjuração Baiana, de 1798. Os objetivos dos rebelados baianos eram, conforme indica Moura, "muito mais radicais, e a proposta de libertação dos escravos estava no primeiro plano das suas cogitações". Entre seus dirigentes e participantes, contavam-se "negros forros, negros escravos, pardos escravos, pardos forros, artesãos, alfaiates, enfim componentes dos estratos mais oprimidos, e/ou discriminados na sociedade colonial da Bahia da época".
Entre as mais notáveis manifestações de resistência negra no Brasil, encontra-se a Revolta dos Malês, iniciada em janeiro de 1835 em Salvador. A revolta envolveu cerca de 1.500 negros, liderados por Manuel Calafate, Aprígio, Pai Inácio e outros, objetivando libertar seus companheiros islâmicos e matar brancos e mulatos considerados traidores, mas  acabaram massacrados pelas tropas da Guarda Nacional, pela polícia e por civis armados. Duzentos sobreviventes foram julgados, condenados e torturados ou mortos, e cerca de 500 foram devolvidos à África.
Nos últimos anos do regime escravista, destaca-se a atuação do ex-escravo Luís Gama, que, como rábula, conseguiu, nos tribunais, libertar de 500 a 1000 cativos. As causas eram diversas: muitas envolviam negros que podiam pagar cartas de alforria, mas eram impedidos pelos seus senhores de serem libertos, ou que haviam entrado no território nacional após a proibição do tráfico negreiro em 1850. Luís Gama também ganhou notoriedade por defender que "ao matar seu senhor, o escravo agia em legítima defesa".
Após a abolição da escravatura, certa parcela dos grupos negros engajou-se na defesa do isabelismo, espécie de culto à princesa Isabel que era por eles intitulada "A Redentora". Ainda segundo eles, a abolição teria sido um "ato de bondade pessoal" da regente. Os mais destacados adeptos desse pensamento eram André Rebouças e José do Patrocínio, este último procurou mobilizar ex-escravos para a defesa da monarquia, ameaçada por grupos que pretendiam implantar a república no Brasil. Este movimento culminou na constituição da Guarda Negra, espécie de tropa de choque composta por "capoeiras", cuja principal finalidade era dissolver comícios republicanos pelo uso da força.

## Da revolta à resistência pacífica

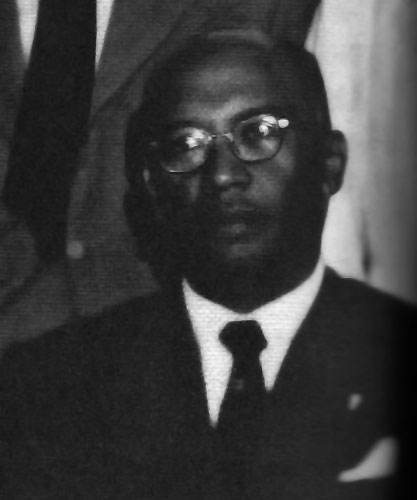
Arlindo Veiga dos Santos, líder do primeiro movimento negro do Brasil.

Em 15 de novembro de 1889, o imperador Pedro II foi deposto por um golpe militar. Depois disso, esvaíram-se as oportunidades políticas para o isabelismo e para o monarquismo negro. No entanto, tal matriz de mobilização popular - o monarquismo - sobreviveu no meio negro até os anos 1930 e inspirou alguns líderes e porta-vozes como Arlindo Veiga dos Santos, que foi fundador e presidente da Frente Negra Brasileira (1931-1937).

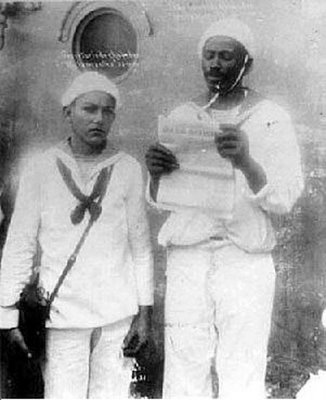
João Cândido (à direita) lendo o manifesto da Revolta da Chibata

Com o fim do Império, os grupos negros se incorporaram a diversos movimentos populares, particularmente de base messiânica, como o de Canudos e o do Caldeirão. Tiveram ainda participação destacada na Revolta da Chibata em 1910, capitaneada pelo marinheiro negro João Cândido. Através desta revolta, Cândido conseguiu fazer com que a Marinha de Guerra do Brasil deixasse de aplicar a pena de açoite aos marujos (negros, em sua maioria). Apesar da vitória e de uma promessa de anistia, a liderança do movimento havia sido praticamente exterminada um ano depois, e o próprio João Cândido, embora tenha sobrevivido ao expurgo, acabou seus dias esquecido e na miséria.
A Revolta da Chibata foi praticamente o último ato de rebelião negra organizado – e armado – ocorrido no Brasil. Daí para frente, os grupos negros passaram a buscar formas alternativas de resistência, "especialmente em grupos de lazer, culturais ou esportivos". Esta forma de resistência pacífica já existia durante o período de escravidão, embora não fosse o único instrumento de contestação existente. Nas palavras de Moura:
"Durante a escravidão o negro transformou não apenas a sua religião, mas todos os padrões das suas culturas em uma cultura de resistência social. Essa cultura de resistência, que parece se amalgamar no seio da cultura dominante, no entanto desempenhou durante a escravidão (como desempenha até hoje) um papel de resistência social que muitas vezes escapa aos seus próprios agentes, uma função de resguardo contra a cultura dos opressores.
Michael Hanchard também destaca esta forma de manifestação cultural, embora lhe atribua menor importância como fator de contestação: "Historicamente, as práticas culturais (religião, música, dança e outras formas) têm sido um dos poucos veículos de expressão relativamente acessíveis aos negros (não apenas ativistas ou adeptos do movimento negro) na sociedade brasileira."
Como tais práticas não ocorrem num vácuo social, Hanchard alerta para o fato delas não mais conservarem sua pureza original, pois "sofrem a influência aculturativa (isto é, branqueadora) do aparelho ideológico dominante. É uma luta ideológico-cultural que se trava em todos os níveis, ainda diante dos nossos olhos". Ele exemplifica citando as escolas de samba do Rio de Janeiro, que, de manifestações populares espontâneas nas primeiras décadas do século XX, converteram-se num negócio altamente lucrativo para seus dirigentes, e contando com a proteção oficial do Estado.
O cenário pós-abolição revelou-se profundamente adverso para os negros. O governo não organizou nenhum programa para integrar os libertos na sociedade e eles ficaram marginalizados e entregues à própria sorte, abrindo-se um novo e longo ciclo de precarização das suas condições de vida e de lutas por reconhecimento, direitos e ascensão. Para muitos, a liberdade significou a perda da moradia e do trabalho nas antigas fazendas e engenhos, causando uma grande onda de migração interna pelo Brasil à procura de novas colocações no campo, que, quando obtidas, geralmente eram precárias. Muitos outros acabaram se movendo para as cidades, onde moravam em pardieiros e sobreviviam fazendo biscates. Há inúmeros relatos de famílias que caíram na extrema miséria ou se desagregaram neste período.

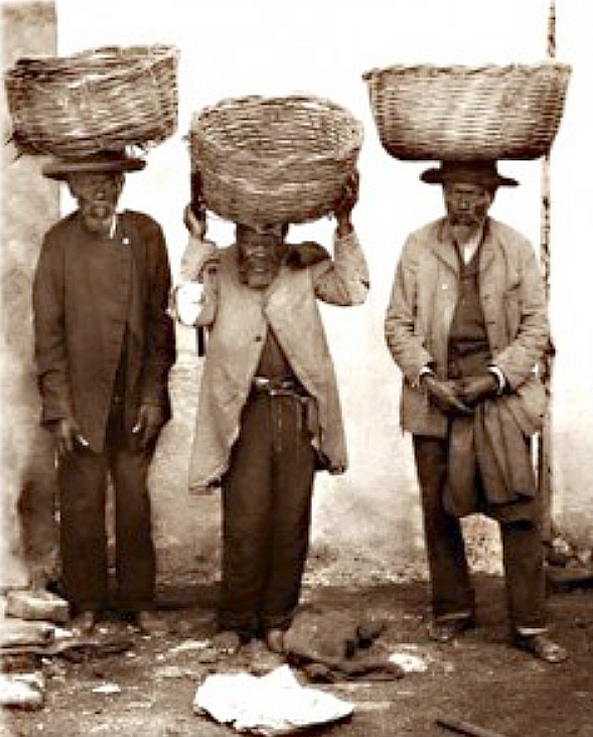
Negros de Porto Alegre marginalizados, poucos anos após a abolição, 1895

A cultura dominante branca permanecia impregnada de racismo, discriminando os negros em todos os níveis, dificultando seu acesso à saúde, educação, emprego, infraestrutura, moradia, exercício da cidadania, frequentação de certos espaços, etc. Desde meados do século XIX estava em voga a teoria da democracia racial, alegando-se que durante a escravidão os negros teriam sido bem tratados, havendo uma harmonia entre senhores e escravos, o que não é verdade. Alegava-se ainda que uma vez dotados de direitos civis, os negros teriam passado a desfrutar de todas as vantagens gozadas pelos brancos, e se eles permaneciam em situação de inferioridade, era por sua própria culpa. Por isso ganhava mais força a teoria do branqueamento racial, com apoio nas teorias de racismo científico e do Darwinismo social, considerando que os negros eram uma raça inferior, e que o Brasil se beneficiaria de um programa de introdução de populações brancas para que a miscigenação com o tempo reduzisse ou mesmo eliminasse os traços da etnia negra. Essas teorias pseudocientíficas já haviam sido uma das bases dos projetos de imigração europeia organizados pelo governo no século XIX. Esse discurso isentava os antigos senhores de escravos e o Estado da responsabilidade pela situação dos negros e ganhou foros de oficialidade, e sua propaganda foi tão eficiente que foi aceito até mesmo por parte da população negra e mestiça.
Para reverter esse quadro discriminatório, no início da República começaram a ser fundados muitos clubes e associações negras em vários pontos do país. Embora tivessem em geral um caráter assistencialista, recreativo e/ou cultural, foram uma das bases da articulação efetiva da comunidade negra em torno de necessidades e reivindicações comuns a todos. Em parte a partir da atividade desses clubes, no início do século XX a consciência política e identitária dos negros iria se fortalecer. Ao mesmo tempo, seguindo o exemplo de precursores de vida efêmera lançados em 1833, como O Homem de Cor e  O Cabrito, começa a se desenvolver a imprensa negra, que ao longo do século XX desempenharia um papel central no movimento negro como uma de suas expressões mais combativas e transformadoras.

## O movimento negro no século XX

### Gênese: 1915-1945

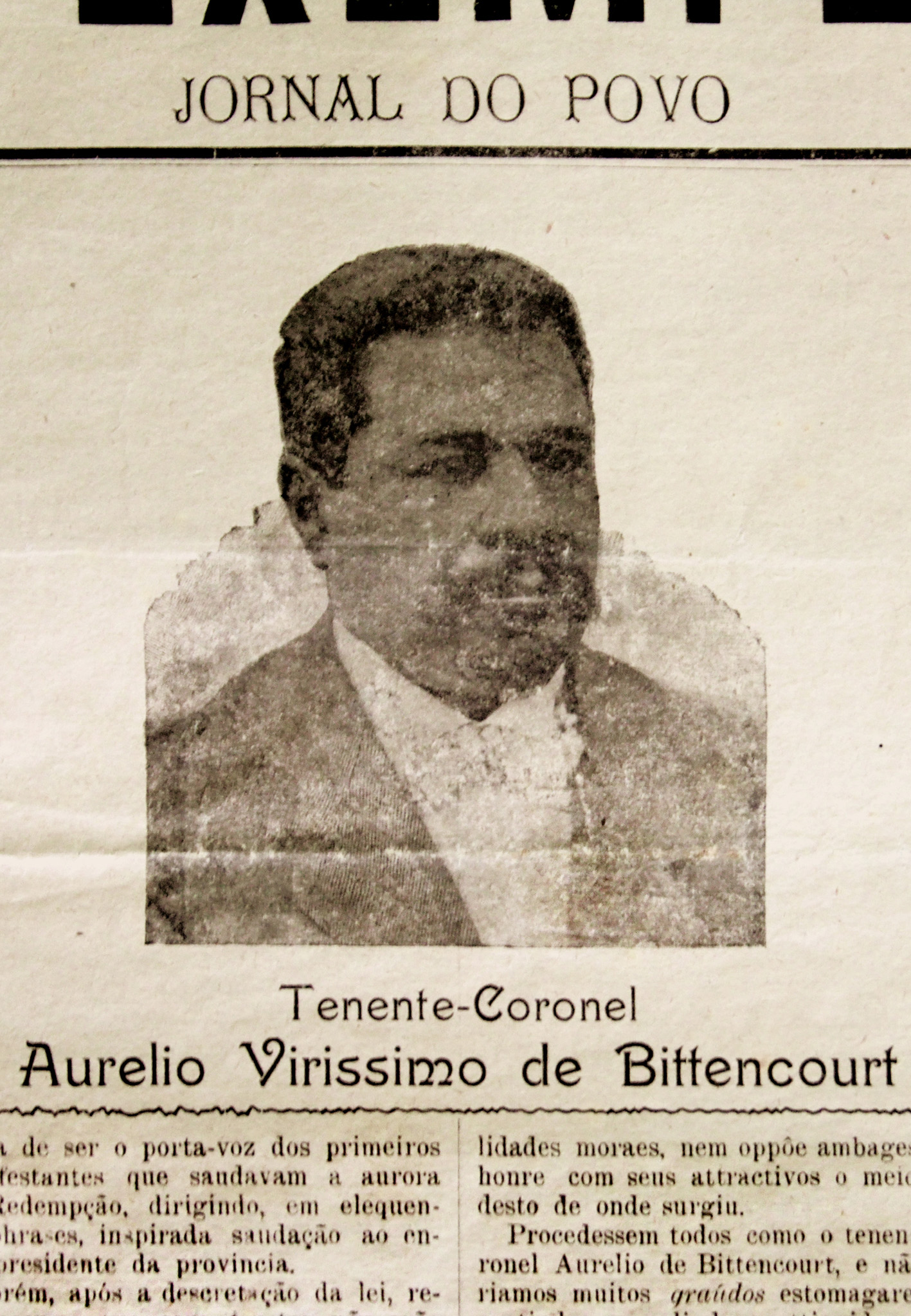
Página do jornal O Exemplo homenageando o jornalista Aurélio Veríssimo de Bittencourt.

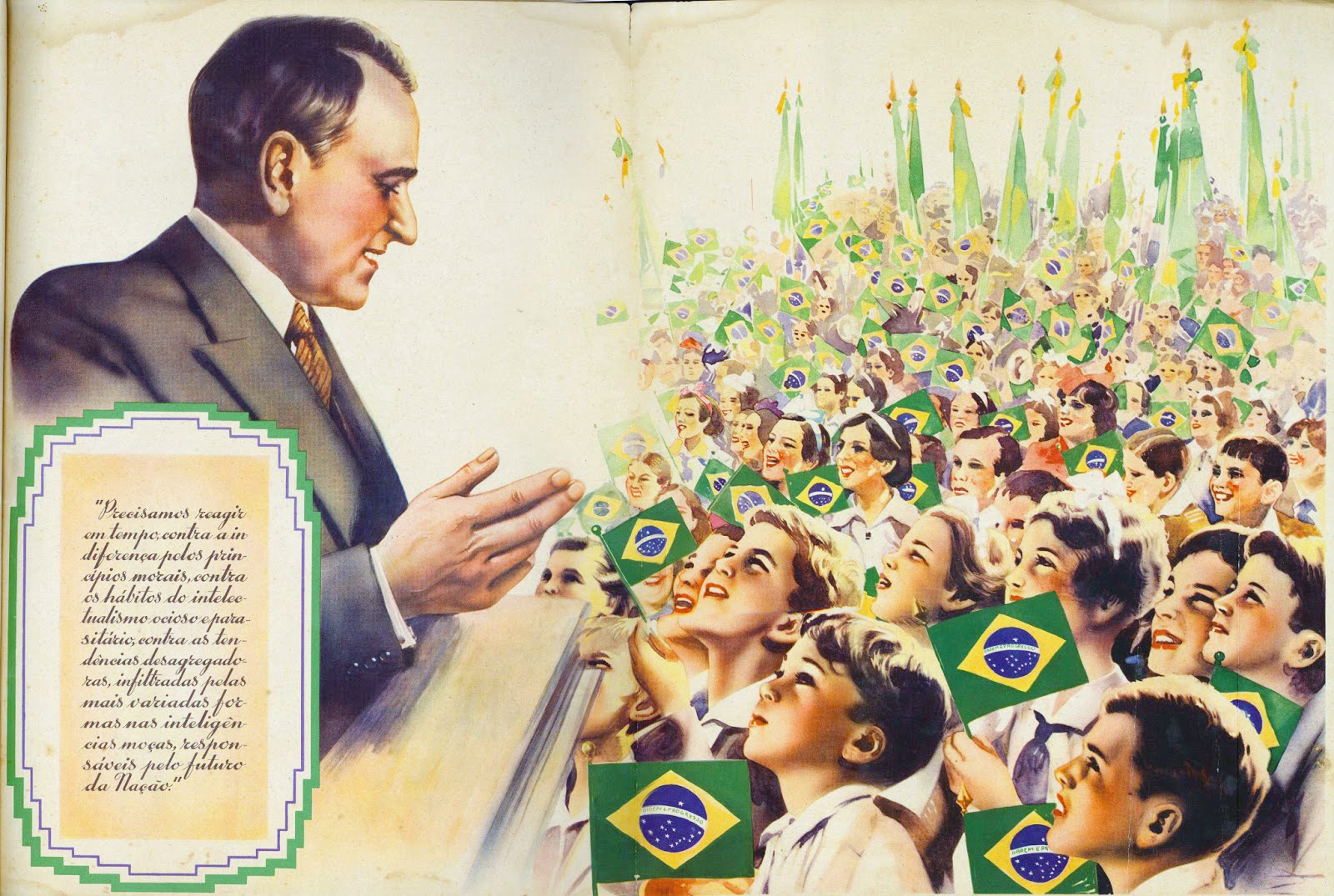
Propaganda do Estado Novo mostrando uma imagem idealizada de Getúlio instruindo crianças, que carregam a bandeira nacional. A legenda prega a moralidade, a operosidade e a união, chamando os jovens de "o futuro da Nação". Todas as crianças são brancas

Tendo como principais centros de mobilização as cidades de Porto Alegre, São Paulo e Rio de Janeiro, os movimentos sociais afro-brasileiros começam a trilhar novos caminhos a partir de meados dos anos 1910, numa tentativa de lutar pela cidadania recém-adquirida e evoluir para organizações de âmbito nacional. A primeira grande manifestação neste sentido é o fortalecimento da imprensa negra. Em Porto Alegre, em 1892, surgiu o jornal O Exemplo, fundado por homens "de cor". Em 1907, na cidade de Pelotas,  um grupo de intelectuais negros fundou o jornal A Alvorada, pretendendo desde seu primeiro número ser uma tribuna de defesa dos operários e dos negros de Pelotas. Segundo Santos (2003), "A Alvorada provavelmente seja o periódico de maior longevidade desta fase". Posteriormente, em São Paulo, surgiu o jornal, O Menelick, que começou a circular em 1915. Seguem-lhe A Rua (1916), O Alfinete (1918), A Liberdade (1919), A Sentinela (1920), O Getulino e O Clarim da Alvorada (1924). Estes jornais possuíam como característica principal o fato de não se envolverem na cobertura dos grandes acontecimentos nacionais, os quais, cautelosamente, evitavam. Conforme assinala Moura, tratava-se de "uma imprensa altamente setorizada nas suas informações e dirigida a um público específico". Centravam-se principalmente na denúncia da discriminação e do racismo e dos vários problemas derivados deles, debatendo alternativas concretas para a superação das dificuldades.
É também graças a esse caldo de cultura ideológico propiciado pela imprensa negra, que aparece entre os anos 1920 e 1930 uma série de grupos mais politicamente engajados e combativos, como o Centro Cívico Palmares, o Clube Negro de Cultura Social, a Frente Negra Socialista, a Sociedade Flor do Abacate, entre outros. O mais importante deles, que teve uma abrangência nacional, foi a Frente Negra Brasileira, grupo de orientação fascista. Fundada em 16 de setembro de 1931, graças a uma forte organização centralizada na figura de um "Grande Conselho" de 20 membros, presidida por um "Chefe", e contando com milhares de associados e simpatizantes, a FNB teve uma atuação destacada na luta contra a discriminação racial, tendo sido, por exemplo, responsável pela inclusão de negros na Força Pública de São Paulo. Depois dos êxitos obtidos, a FNB resolveu constituir-se como partido político, e nesse sentido, deu entrada na Justiça Eleitoral em 1936. Todavia, a vida da FNB enquanto partido foi curta. Em 1937, com a decretação do Estado Novo por Getúlio Vargas, todos os partidos políticos – inclusive a Frente Negra – foram declarados ilegais e dissolvidos. A partir daí e praticamente até a redemocratização, em 1945, os movimentos negros foram reprimidos e tiveram de recuar para suas formas tradicionais de resistência cultural.

### Rearticulação
Em 1943 surgia em Porto Alegre a União dos Homens de Cor, um dos principais grupos do período, objetivando "elevar o nível econômico, e intelectual das pessoas de cor em todo o território nacional, para torná-las aptas a ingressarem na vida social e administrativa do país, em todos os setores de suas atividades". A União destacou-se pelo seu rápido crescimento. Na segunda metade da década de 1940 tinha filiais ou representantes em pelo menos dez estados, e inspirou a criação de vários outros grupos, como a União Cultural dos Homens de Cor no Rio e a União Catarinense dos Homens de Cor em Blumenau. Abdias do Nascimento em 1944, no Rio de Janeiro, fundou o Teatro Experimental do Negro (TEN), cujos ideias eram divulgados pelo jornal Quilombo. Nascimento foi o responsável por expressiva produção teatral onde buscava dinamizar "a consciência da negritude brasileira" e combater a discriminação racial. Conforme expressou o próprio Nascimento:

Teatro Experimental do Negro ensaiando a peça Sortilégio, com Abdias do Nascimento e Léa Garcia, 1957.

"Fundando o Teatro Experimental do Negro (TEN) em 1944, pretendi organizar um tipo de ação que a um tempo tivesse significação cultural, valor artístico e função social. De início havia a necessidade urgente do resgate da cultura negra e seus valores, violentados, negados, oprimidos e desfigurados. Depois de liquidada legalmente a escravidão, a herança cultural é que ofereceria a contraprova do racismo, negador da identidade espiritual da raça negra, de sua cultura de milênios. O próprio negro havia perdido a noção de seu passado.
Num contexto de redemocratização do Brasil, iam aparecendo outros grupos, como o Grêmio Literário Cruz e Souza, a Associação José do Patrocínio, a Associação dos Negros Brasileiros, a Frente Negra Trabalhista. Em 1950 foi fundado o Conselho Nacional das Mulheres Negras. Em dezembro de 1954 era fundada em São Paulo a Associação Cultural do Negro, que entrou em contato com organizações internacionais, atraiu colaboradores da imprensa e da intelectualidade paulistana, participou de diversos debates públicos e da organização de eventos de significativa repercussão, como a I Convenção Paulista do Negro, o Ano de Cruz e Souza, o II Congresso Mundial dos Escritores e Artistas Negros, realizado em Roma, e o Congresso Mundial da Cultura Negra de São Paulo, além de promover conferências, cursos e aulas de várias matérias, recuperar a memória de figuras importantes como Luiz Gama e Carolina Maria de Jesus e estimular uma rica produção de literatura engajada. A imprensa negra também tomava novo impulso, destacando-se os jornais Alvorada (1945), O Novo Horizonte (1946), União (1947), Redenção (1950), A Voz da Negritude (1952), Notícias de Ébano (1957), O Mutirão (1958), Níger (1960), entre outros.
Em 1958 realizou-se em Porto Alegre o primeiro Congresso Nacional do Negro. Por ocasião desse acontecimento, a capital gaúcha recebeu delegações dos estados do Paraná, Minas Gerais, Rio de Janeiro, São Paulo e Distrito Federal, contando com a presença de estudiosos, pesquisadores, intelectuais brancos e negros e a comunidade.

### Repressão e ressurgimento
A partir dos anos 1960, a ditadura militar brasileira inviabilizou novamente todas as manifestações de cunho racial. Os militares transformaram o mito da "democracia racial" em peça-chave da sua propaganda oficial, e tacharam os militantes (e mesmo artistas) que insistiam em levantar o tema da discriminação como "impatrióticos", "racistas" e "imitadores baratos" dos ativistas estadunidenses que lutavam pelos direitos civis. Nas palavras de Hanchard, "durante as décadas de 1970 e 1980, os afro-brasileiros que impregnaram suas atividades expressivas de um protesto e uma condenação explícitos da situação dos negros na sociedade brasileira foram freqüentemente censurados, em termos formais ou informais, por elites que viam tais acusações como uma afronta ao caráter nacional". Da parte do Estado, foi importante a assinatura pelo governo, em 1968, da Convenção nº 111 da Organização Internacional do Trabalho, referente à discriminação no emprego e nas profissões, e da Convenção Internacional sobre a Eliminação de Todas as Formas de Discriminação Racial.

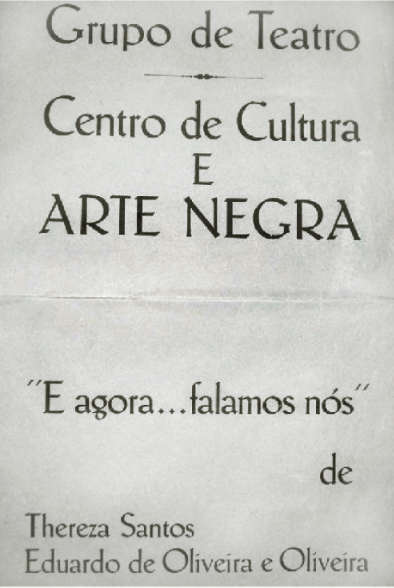
Capa do libreto da peça E agora... falamos nós, organizada pelo Centro de Cultura e Arte Negra

O movimento negro, enquanto proposta política, sobreviveu principalmente na clandestinidade, fazendo ocasionais aparições públicas. Neste período iniciam rearticulações importantes em São Paulo, Campinas, Rio de Janeiro e Bahia. A partir de 1971 o Centro de Cultura e Arte Negra de São Paulo se tornou um polo agregador de militantes, jornalistas, escritores e estudantes e uma das primeiras organizações paulistas a priorizar a ideia da negritude – isto é, a importância da consciência étnico-racial e da memória africana. Deu origem a vários outros grupos. Ainda em 1971 surgia em Porto Alegre o Grupo Palmares, considerado um dos símbolos da resistência e um dos marcos da constituição dos movimentos sociais negros modernos. Embora centrado na discussão cultural e atuando dentro da esfera da legalidade permitida, evitando um confronto direto com as instituições repressoras, sua existência criou um fato político novo que abriu uma brecha para a formação de outros grupos. Também ele enfatizava a importância do resgate das raízes africanas para fortalecer a consciência da identidade. Do Palmares brotou a ideia de transferir a data magna da população negra do dia 13 de maio, data da promulgação da Lei Áurea, para o 20 de novembro, data da morte de Zumbi dos Palmares, significando o abandono da perspectiva da liberdade concedida em prol da liberdade conquistada, o que deu origem ao Dia Nacional da Consciência Negra, enquanto o 13 de maio para os negros se transformava no Dia Nacional de Denúncia contra o Racismo.
A imprensa negra, por sua vez, ressurgia timidamente com os jornais Árvore das Palavras (1974), O Quadro (1974), em São Paulo; Biluga (1974), em São Caetano/SP, e Nagô (1975), em São Carlos/SP. No início da década de 1970, no Rio de Janeiro, o ator, diretor e dramaturgo maranhense Ubirajara Fidalgo levava a militância negra aos palcos, através de uma série de montagens teatrais de temática afro-brasileira com o seu Teatro Profissional do Negro (T.E.P.R.O.N) onde abordava, abertamente, o racismo e o preconceito racial, trazendo à tona debates com o público sobre a questão racial brasileira. A década de 1970 viu ainda a criação de vários núcleos de pesquisa acadêmica de significativa relevância, como o Instituto de Pesquisa das Culturas Negras, o Centro de Estudos Afro-Asiáticos, a Sociedade de Intercâmbio Brasil/África, o Instituto Brasileiro de Estudos Africanistas e o Grupo de Trabalho André Rebouças.
Em 7 de julho de 1978 um ato público organizado em São Paulo contra a discriminação sofrida por quatro jovens negros no Clube de Regatas Tietê, deu origem ao Movimento Negro Unificado (MNU), que representou um importante marco na reorganização do movimento brasileiro e foi um polo de agregação de várias lideranças. A data, posteriormente, ficaria conhecida como o Dia Nacional de Luta Contra o Racismo. O MNU tinha uma proposta ampla e inovadora, almejando organizar politicamente os negros em escala nacional e buscar apoios internacionais. Com uma orientação de esquerda e núcleos em vários estados, entre suas várias pautas lutava contra a ordem social vigente, a opressão, a violência policial, o desemprego, o subemprego e a marginalização, procurava desfolclorizar a imagem do negro e desmistificar a teoria da democracia racial, e pleiteava a introdução da História da África e do Negro no Brasil nos currículos escolares. O MNU contribuiu para a construção de novas perspectivas teóricas e novas estratégias de mobilização e organização, e identificou definitivamente as associações que existem no Brasil entre as questões de raça e classe, um tópico que desde então se tornou central no discurso da militância negra.
A partir deste momento a bibliografia acadêmica sobre os movimentos negros começa a se expandir e observa-se o início de um amplo processo de revisionismo crítico da história oficial, de desmonte de mitos e de afirmação do resgate da memória, da cultura e da história africanas como elementos fundamentais no fortalecimento identitário da comunidade, na estética e nas formas de militância, rompendo definitivamente com os projetos do início do século que ainda pregavam a assimilação do negro aos valores da sociedade branca e burguesa como estratégia de integração, e que em sua maioria eram influenciados por ideologias hegemônicas de direita. Em 1987 o Catálogo de Entidades de Movimento Negro no Brasil listava 573 grupos ativistas em funcionamento.
A temática negra começou a ser trabalhada no âmbito dos partidos políticos, e entre 1979 e 1980 foi criada a Frente Negra de Ação Política de Oposição, uma das primeiras entidades de ligação entre o movimento negro e as estruturas partidárias. Os debates sobre a discriminação racial refletiram-se na atitude do Estado em relação ao tema, culminando com a criação em 1984 do primeiro órgão público voltado para o apoio dos movimentos sociais afro-brasileiros: o Conselho Estadual de Participação e Desenvolvimento da Comunidade Negra, no governo paulista de Franco Montoro, uma iniciativa que foi imitada em outros estados — Bahia (1987), Rio Grande do Sul (1988), Rio de Janeiro (1991). Foi ainda de Montoro a iniciativa de indicar um representante dos negros para a chamada Comissão Arinos, que na Constituição brasileira de 1988 criminalizou a discriminação racial  e incorporou várias demandas do movimento. A tipificação do racismo como crime foi estabelecida pela Lei Caó, de autoria do deputado Carlos Alberto de Oliveira, promulgada em 1989 e aperfeiçoada mais tarde na Lei Paim de 1997.

### Militância na Nova República
Os anos pós-Constituição de 1988 registraram avanços nas lutas institucionais dos movimentos afro-brasileiros contra o racismo e mesmo numa maior aceitação, por parte da sociedade, da discussão desta temática. Num momento em que o país se redemocratizava, centenas de manifestações e mobilizações passaram a ocorrer em todo o Brasil, colocando cada vez mais ênfase na afirmação da negritude e com um perfil cada vez mais contestatório, ligando as lutas dos negros às lutas dos oprimidos em geral. Conforme indica Sant'ana, escrevendo em 1998, "parece realmente que o balanço do Movimento – tal como é contabilizado pelos militantes – é o de que a campanha das últimas duas décadas redundou na conquista da legitimidade de se colocar em pauta a questão do negro – sem excessivo risco de serem taxados de 'divisionistas' ou de racistas ao contrário, ou ainda de 'equivocados'."
Embora esta nova atitude tenha significado uma maior participação da militância negra na política brasileira, nem sempre os partidos de esquerda, como se poderia imaginar, foram os responsáveis pelos avanços mais notáveis na luta antidiscriminação. Na verdade, impregnada de uma ideologia eurocêntrica reducionista, que tinha como parâmetro um determinismo economicista, a esquerda brasileira historicamente minimizou a questão das relações sociais, inserindo-as no âmbito do conflito Capital × Trabalho. O Partido dos Trabalhadores, por exemplo, apenas em 1995 criou um espaço para a discussão da luta racial, a Secretaria Nacional de Combate ao Racismo do PT. Hanchard reconhece tais avanços, porém faz um julgamento menos favorável de seu significado prático:
"As condições de contestação da ordem dominante também sofreram mudanças significativas. O movimento negro pôde passar de uma atividade política indireta e amiúde clandestina para uma contestação e uma condenação francas dos legados de violência racial, discriminação e subjugação generalizada dos negros em todos os níveis da sociedade brasileira. Embora a filiação a partidos políticos tenha aumentado nos últimos dez anos, com a eleição de negros para cargos municipais e estatais, o número de negros no Congresso Nacional não se alterou significativamente desde o fim da ditadura militar".
De fato, na legislatura federal do período 1999-2003, dos 513 deputados, segundo o deputado Saulo Pedrosa (PSDB-BA), apenas 11 se declaravam afro-brasileiros e concordaram em participar de uma Frente Parlamentar Negra, de caráter informal.
A questão racial também entrou para a pauta de discussão das centrais sindicais. Em 1986 foi realizado em São Paulo o I Encontro Estadual de Sindicalistas Negros. Pouco depois a Central Única dos Trabalhadores (CUT) criou uma a Comissão Nacional Contra a Discriminação Racial. Em 1990 a Confederação Geral dos Trabalhadores (CGT) realizou o Seminário Nacional de Sindicalistas Antirracistas, que teve como resultado a criação da Comissão Nacional Cegetista Contra a Discriminação Racial. Na Força Sindical foi criada a Secretaria Nacional de Pesquisas e Desenvolvimento da Igualdade Racial. Em 1995 essas três centrais sindicais fundaram juntas o Instituto Interamericano pela Igualdade Racial.

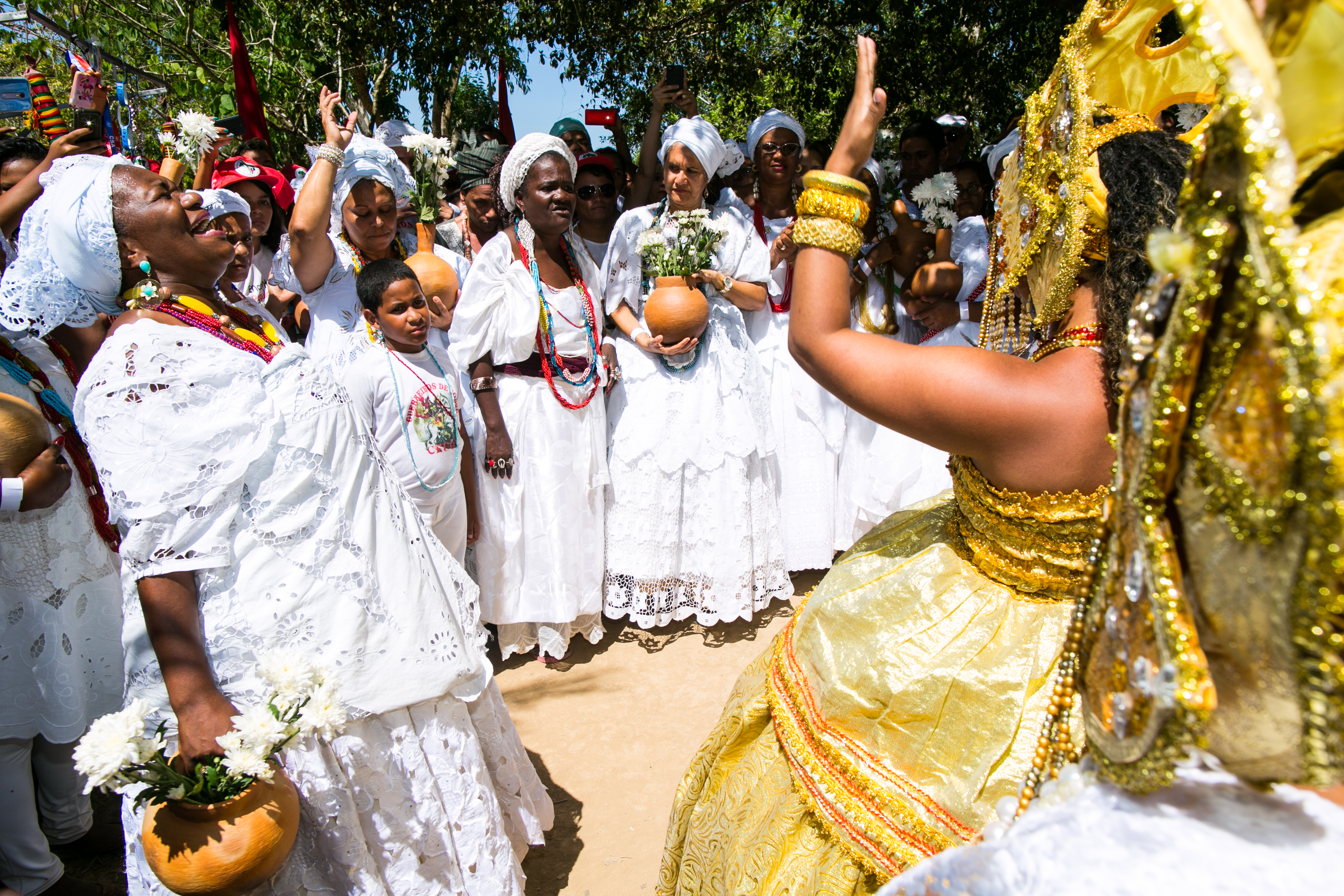
Comemorações do Dia da Consciência Negra na Serra da Barriga, onde se localizava o Quilombo dos Palmares.

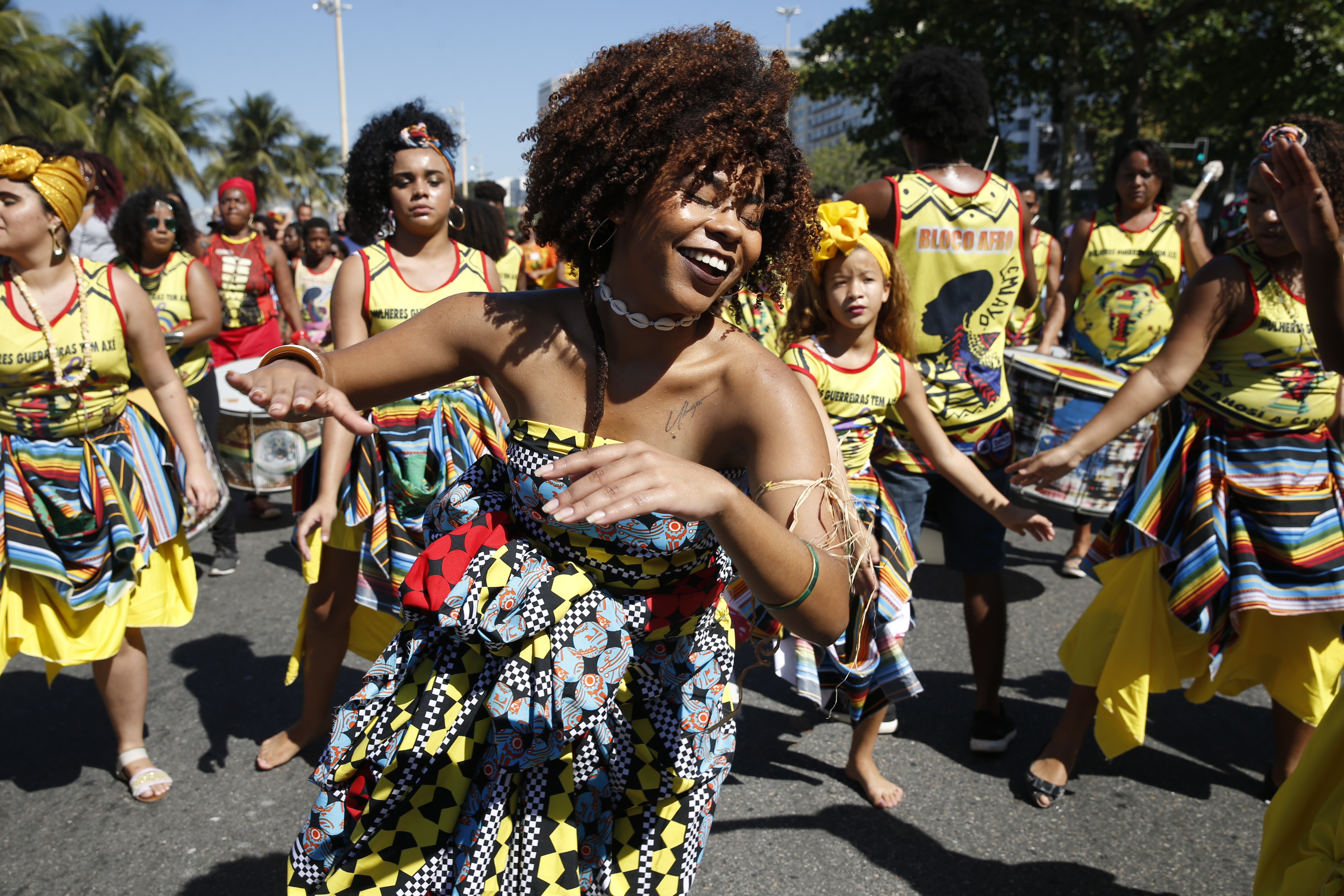
Comemoração do Dia da Mulher Negra Latino-americana e Caribenha durante a 3ª Marcha das Mulheres Negras no Centro do Mundo

Em 1991 foi organizado o I Encontro de Nacional de Entidades Negras, que deu origem à Coordenação Nacional de Entidades Negras. Outro importante marco foi a organização da Marcha Zumbi dos Palmares em Brasília em 1995, reunindo cerca de 30 mil pessoas. De acordo com Trapp & Silva, "é consenso que a Marcha representou um momento decisivo para o movimento negro contemporâneo". Nas palavras de Sueli Carneiro, "foi o fato político mais importante do movimento negro contemporâneo. [...] Nós voltamos para as ruas com uma agenda crítica muito grande e com palavras de ordem muito precisas que expressavam a nossa reivindicação de políticas públicas que fossem capazes de alterar as condições de vida da nossa gente". Segundo Luiza Bairros, o ano de 1995 fechou um ciclo da militância. A partir da experiência obtida no Movimento Negro Unificado, muitos militantes teriam passado a considerar que a comunidade negra já havia conquistado uma significativa conscientização, e que agora o Estado deveria assumir sua parcela de responsabilidade no enfrentamento do racismo no Brasil. Isso levou a uma reorganização da militância em busca de outros caminhos e outras parcerias, como os partidos políticos, as instituições de ensino e pesquisa, as organizações não-governamentais e os sindicatos, além de se fomentar a maior participação política das mulheres e dos quilombolas. Fernando Henrique Cardoso, então presidente da República, foi o primeiro presidente a admitir publicamente a existência de racismo e discriminação no Brasil, e respondendo às reivindicações expressas na Marcha, criou o Grupo de Trabalho Interministerial para a Valorização da População Negra, que no entanto não rendeu frutos muito significativos. Também teve pouca repercussão o Seminário Internacional sobre Multiculturalismo e Racismo promovido em 1996 pelo Ministério da Justiça. Mais efetivo foi o Programa Nacional de Direitos Humanos, que concentrou-se em ações de curto prazo de combate ao racismo e iniciativas de valorização e promoção da igualdade racial.
Um reforço de grande importância para a inserção da questão negra na agenda política nacional veio através da comissão criada para preparar a representação brasileira na 3ª Conferência Mundial contra o Racismo, a Discriminação Racial, a Xenofobia e Formas Correlatas de Intolerância convocada pela ONU em 1997. A comissão organizou dezenas de reuniões e seminários e produziu um relatório sobre as condições de vida dos negros brasileiros e das relações étnico-raciais no Brasil. Já a Conferência reconheceu a escravidão como um crime contra a humanidade e estabeleceu uma série de compromissos a serem adotados pelos governos, contou com cerca de 600 participantes brasileiros e seu relator oficial foi a ativista brasileira Edna Roland. Teve grande repercussão no país e provocou um amplo debate nacional sobre o racismo, estimulou mudanças nas estratégias desenvolvidas para combatê-lo, colocou a questão do negro numa perspectiva transnacional, ampliou a colaboração entre entidades brasileiras e estrangeiras e favoreceu a potencialização e diversificação do movimento. Entravam com força na pauta de reivindicações no Brasil a criação de políticas de reconhecimento das diferenças sociais, de valorização da identidade e da cidadania, e políticas redistributivas, com a defesa de ações afirmativas ou compensatórias. Entre os resultados diretos da Conferência está a criação em 2002 do Programa Nacional de Ações Afirmativas, de cujo plano de ação resultou a criação do Conselho Nacional de Combate à Discriminação, do programa Diversidade na Universidade, do programa Brasil, Gênero e Raça, e do programa Bolsas-Prêmio de Vocação para a Diplomacia. Outras ações seguiram-se durante o governo Lula, com destaque para o programa Brasil sem Racismo e a criação em 2003 da Secretaria de Políticas de Promoção da Igualdade Racial. Ainda em 2003 foi aprovada uma lei que instituiu o ensino de História da África e História Afro-brasileira nas escolas, que em sua preparação contou com a participação da primeira pessoa negra no Conselho Nacional de Educação, Petronilha Gonçalves e Silva.

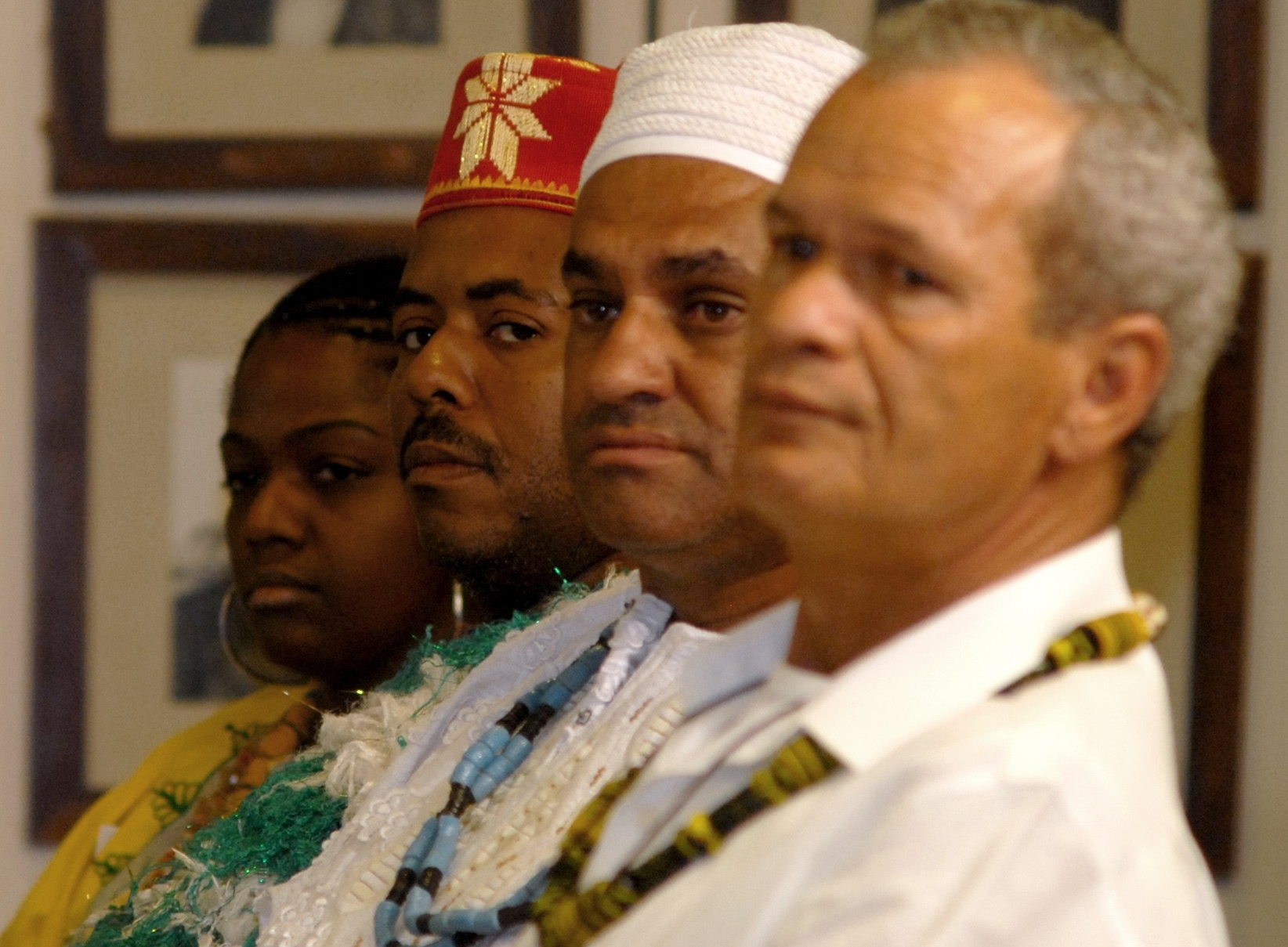
Líderes religiosos do candomblé Sandra Cruz, Wanderlei Ribeiro, Ribamar Fernandes e Francisco Alves da Silva, participam da cerimônia de criação do Dia Nacional de Combate à Intolerância Religiosa

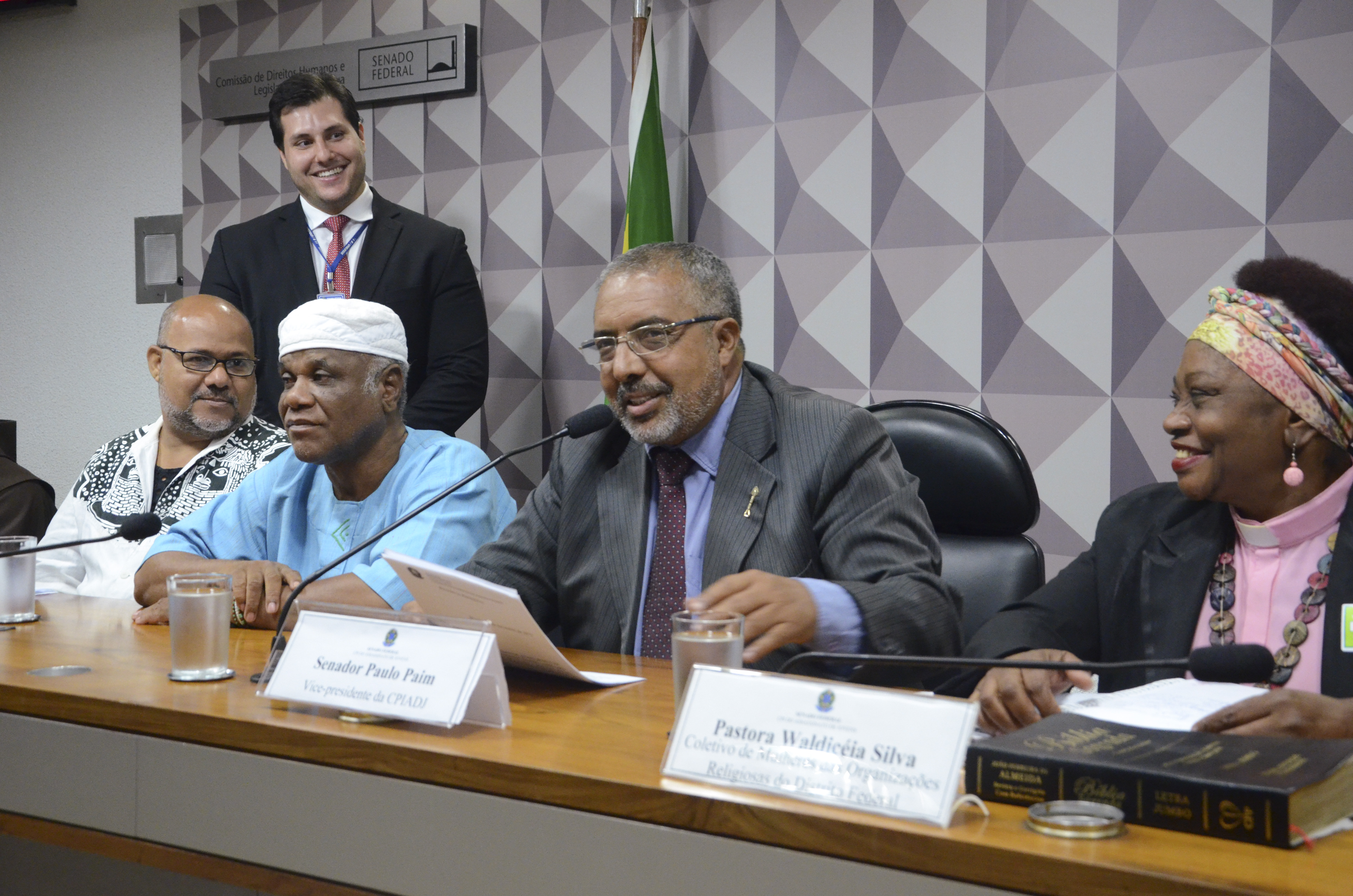
CPI do Assassinato de Jovens em audiência pública em 2015 para debater a violência institucional e o racismo contra a juventude negra. Na foto: Jorge Bezerra de Arruda, Carlos Alberto Ivanir dos Santos, Paulo Paim e Waldicéia Silva.

Em anos recentes a militância vem obtendo outros resultados notáveis. Vários governos municipais e estaduais criaram secretarias especiais para tratar das questões negras. Em 1996 Zumbi dos Palmares foi incluído no Livro dos Heróis da Pátria, em 2004 foi criado o Museu Afro Brasil, em 2007 o Dia Nacional de Combate à Intolerância Religiosa, em homenagem à Mãe Gilda, do terreiro Ilê Abassá de Ogum da Bahia, beneficiando as religiões de matriz africana, e em 2010 foi aprovado o Estatuto da Igualdade Racial, dando mais garantias para a defesa dos direitos da população negra e o combate à discriminação. Em 2011 o Congresso oficializou o Dia da Consciência Negra através da Lei 12.519. Cotas raciais foram aprovadas para o ensino superior em 2012 e para o funcionalismo público em 2014.
O negro tem conquistado um pouco mais de espaço na grande imprensa como repórteres, apresentadores e formadores de opinião; propagandas e peças publicitárias adotam o negro como personagem central; tendências de moda, estética e comportamento são influenciadas pela cultura negra; muitas universidades mantêm núcleos de estudos especializados, fundando-se em 2000 a Associação Brasileira de Pesquisadores Negros; mais de setenta instituições públicas de nível superior instituíram ações afirmativas voltadas para negros e quilombolas. Seminários, encontros, conferências, plenárias, fóruns e outros eventos também se multiplicam. Entre 2007 e 2011 o número de deputados federais que se autodeclaravam negros saltou de 25 para 43, mas a representação negra no Congresso ainda era muito desproporcional em relação à composição étnica da população brasileira. Os 43 deputados perfaziam apenas 8,5% da Câmara. No Senado em 2011 havia apenas 2 membros. Em contrapartida, em 2016, segundo o IBGE, 54,9% dos brasileiros se autodeclaravam pretos ou pardos. Nas legislaturas mais recentes a situação melhorou, mas ainda não foi alcançada uma paridade representativa. Dos deputados eleitos em 2018 apenas 24,3% se autodeclararam pretos ou pardos.
No século XXI a militância tem adquirido novos contornos, com um declínio da participação nos grupos e associações que requerem filiação formal e crescimento rápido dos grupos e coletivos informais e organizações não-governamentais, pluralizando e especializando as reivindicações e trazendo para o debate uma série de outras questões por causa dos seus reflexos na população negra, como o feminismo, machismo, sexismo, homofobia e outras, conquistando importantes avanços em educação, saúde, assistência e inclusão. A partir da década de 2000 nota-se também uma decisiva virada em direção à comunicação online, que além de ser mais barata que a produção de imprensa em papel, possibilita rápidos intercâmbios entre locais distantes, dentro e fora do país. As redes sociais, blogs, jornais e portais na internet, desenvolvidos por indivíduos isolados ou por coletivos organizados, se tornaram importantes espaços de autoexpressão, de debate e reivindicação sobre questões variadas, de divulgação de movimentos e atividades em geral, de circulação de informação e esclarecimento, e de denúncia de casos de racismo e discriminação.
Hoje o movimento está organizado em todos os estados brasileiros, com características que refletem as especificidades locais, atuando nas mais diversas áreas, como educação, saúde, mercado de trabalho, direitos humanos, gênero, comunicação, quilombos, religiosidade, juventude, relações internacionais e outras, desenvolvendo estratégias diversificadas nas lutas pela inclusão social e combate ao racismo.

## Legado

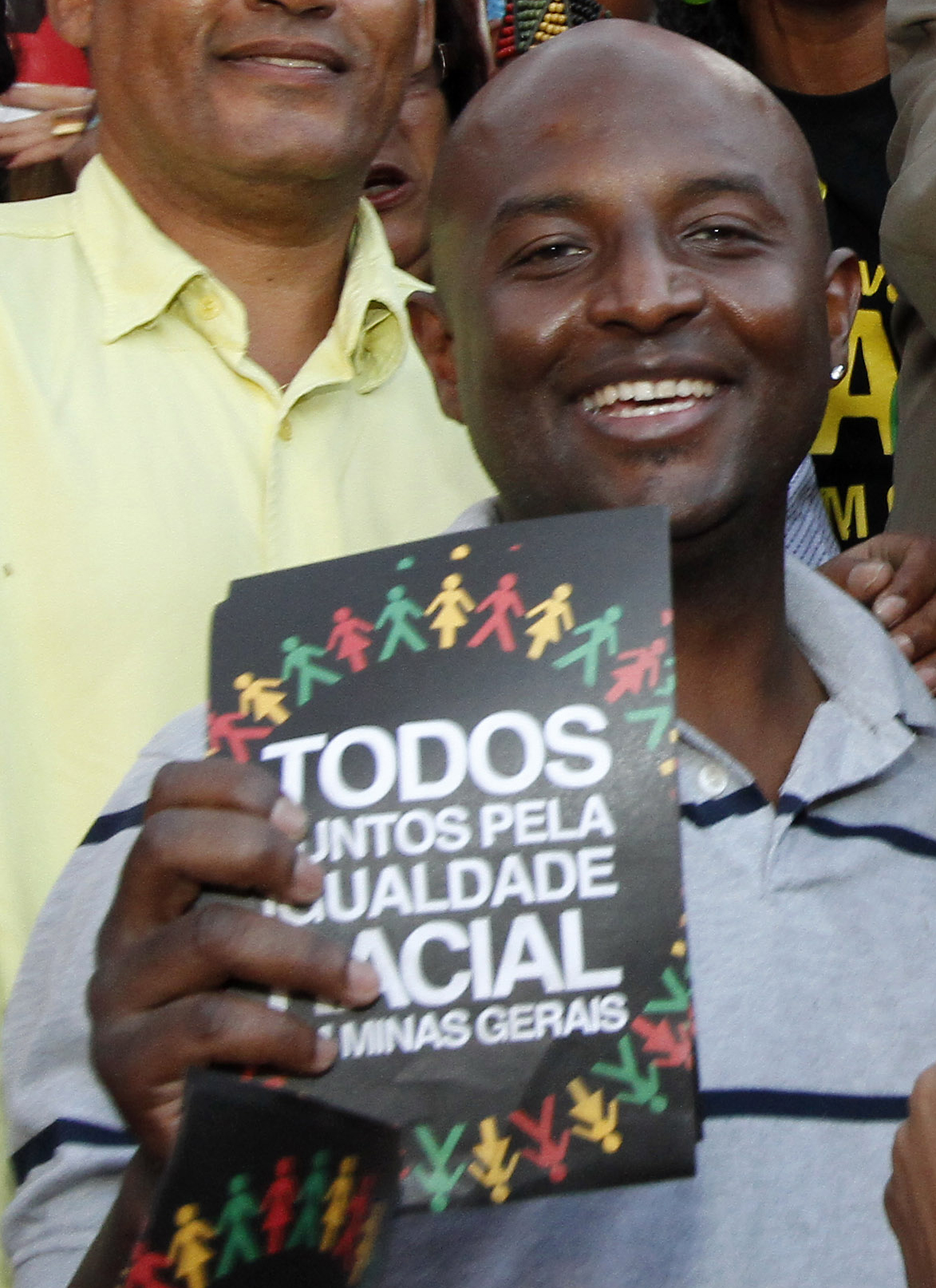
Manifestação pela igualdade racial

O movimento negro no Brasil enfrenta uma série de dificuldades para uma atuação mais plena, incluindo dissidências internas nos campos ideológico e operacional, partidarização dos debates, articulação incompleta entre os grupos, escassez de meios materiais e oposição de importantes setores da sociedade, mas tem sido reconhecido como um agente importante na resistência ao conservadorismo, no combate ao racismo e à discriminação, na conquista de direitos, na recuperação da memória, na valorização de tradições e conhecimentos característicos da cultura negra, e na promoção de uma leitura crítica da história, propondo ao mesmo tempo a construção de uma sociedade mais justa e igualitária. Recebe o apoio de muitos estudiosos e intelectuais, está conquistando expressivo peso político e um espaço crescente nas mídias, tem promovido um sem-número de projetos culturais e educativos, e é objeto de uma grande quantidade de estudos especializados. Graças as lutas do movimento negro muito mudou e vem melhorando, como as políticas de afirmações, entretanto ainda há muito pelo que lutar, como a decolonização do ensino.
Segundo Lilian Gomes, "o Movimento Negro ensinou, ao longo da história, à população brasileira e suas elites, a necessidade de mudanças político-institucionais e de seus parâmetros epistemológicos e colonizados, processo esse ainda repleto de fortes confrontos a serem enfrentados". Segundo Passos & Nogueira, o movimento negro tem sido um importante elemento na democratização da sociedade brasileira contemporânea. Para Nilma Gomes,
"No caso do Brasil, o movimento negro ressignifica e politiza afirmativamente a ideia de raça, entendendo-a como potência de emancipação e não como uma regulação conservadora; explicita como ela opera na construção de identidades étnico-raciais. Ao ressignificar a raça, o movimento negro indaga a própria história do Brasil e da população negra em nosso país, constrói novos enunciados e instrumentos teóricos, ideológicos, políticos e analíticos para explicar como o racismo brasileiro opera não somente na estrutura do Estado, mas também na vida cotidiana das suas próprias vítimas. Além disso, dá outra visibilidade à questão étnico-racial, interpretando-a como trunfo e não como empecilho para a construção de uma sociedade mais democrática, onde todos, reconhecidos na sua diferença, sejam tratados igualmente como sujeitos de direitos. Ao politizar a raça, esse movimento social desvela a sua construção no contexto das relações de poder, rompendo com visões distorcidas, negativas e naturalizadas sobre os negros, sua história, cultura, práticas e conhecimentos; retira a população negra do lugar da suposta inferioridade racial pregada pelo racismo e interpreta afirmativamente a raça como construção social; coloca em xeque o mito da democracia racial".

## Polêmicas
O Movimento Negro encontra forte oposição em setores conservadores, em parte do empresariado, nos ruralistas, em movimentos políticos de direita, em alguns grupos religiosos e outros.
Demétrio Magnoli fez críticas ao movimento. Para ele, o Movimento Negro estaria tentando racializar o debate público no Brasil por meio da tentativa de importar conceitos criados nos Estados Unidos para falar sobre a realidade das relações raciais específicas do país anglo-saxão para o Brasil, onde as relações raciais teriam uma história e realidade diferentes. Critica ainda o patrocínio de institutos norte americanos, muitos deles ligados à Central Intelligence Agency, como a Fundação Ford. De acordo com Antônio Risério, a racialização do debate público no Brasil, trazida pelo Movimento Negro Unificado, está de acordo com a proposta da Fundação Ford de tentar configurar as relações raciais brasileiras de acordo com o modelo binário norte americano, onde só existiriam o negro e o branco. Além disso, a mesma fundação teria como escopo apagar a noção de mestiço presente na mente coletiva brasileira e que alegadamente teria sido uma das características simbólicas da noção de brasilidade. De acordo com Wanderson Chaves, a tentativa de obrigar o Brasil a aceitar classificações raciais próprias aos Estados Unidos seria uma forma de imperialismo cultural, pois "o relacionamento estabelecido entre a Fundação Ford e o Departamento de Estado [Americano] e também com a Agência Central de Inteligência (CIA) constituía-se como aspecto definidor e estruturante, ainda que secreto ou sigiloso, de sua atuação internacional".
De acordo com Magnoli, um dos grandes problemas de movimentos e leis de cunho racial é que estes "ensinam às pessoas que seus direitos estão ligados à sua cor da pele — e que seus interesses objetivos solicitam a "solidariedade de raça". Além disso, segundo o autor:
"Não existe no Brasil um 'movimento negro' em nenhum sentido legítimo da palavra. As ONGs racialistas quase nada representam, além dos interesses e ideologias de seus próprios ativistas. Mas elas recebem, todos os anos, milhões de dólares da Fundação Ford e se incrustaram no interior do Estado, dispondo do aparelho de uma secretaria especial da Presidência e do controle de postos-chave nos Ministérios da Educação e da Saúde. Os dirigentes de tais grupos formam uma elite adventícia, estruturada em redes nas universidades e instituições internacionais, que se reclamam porta-vozes de uma "raça". Eles usarão o termo "racista" como insulto destinado a marcar a ferro todos os que insistem em defender o princípio da igualdade perante a lei".

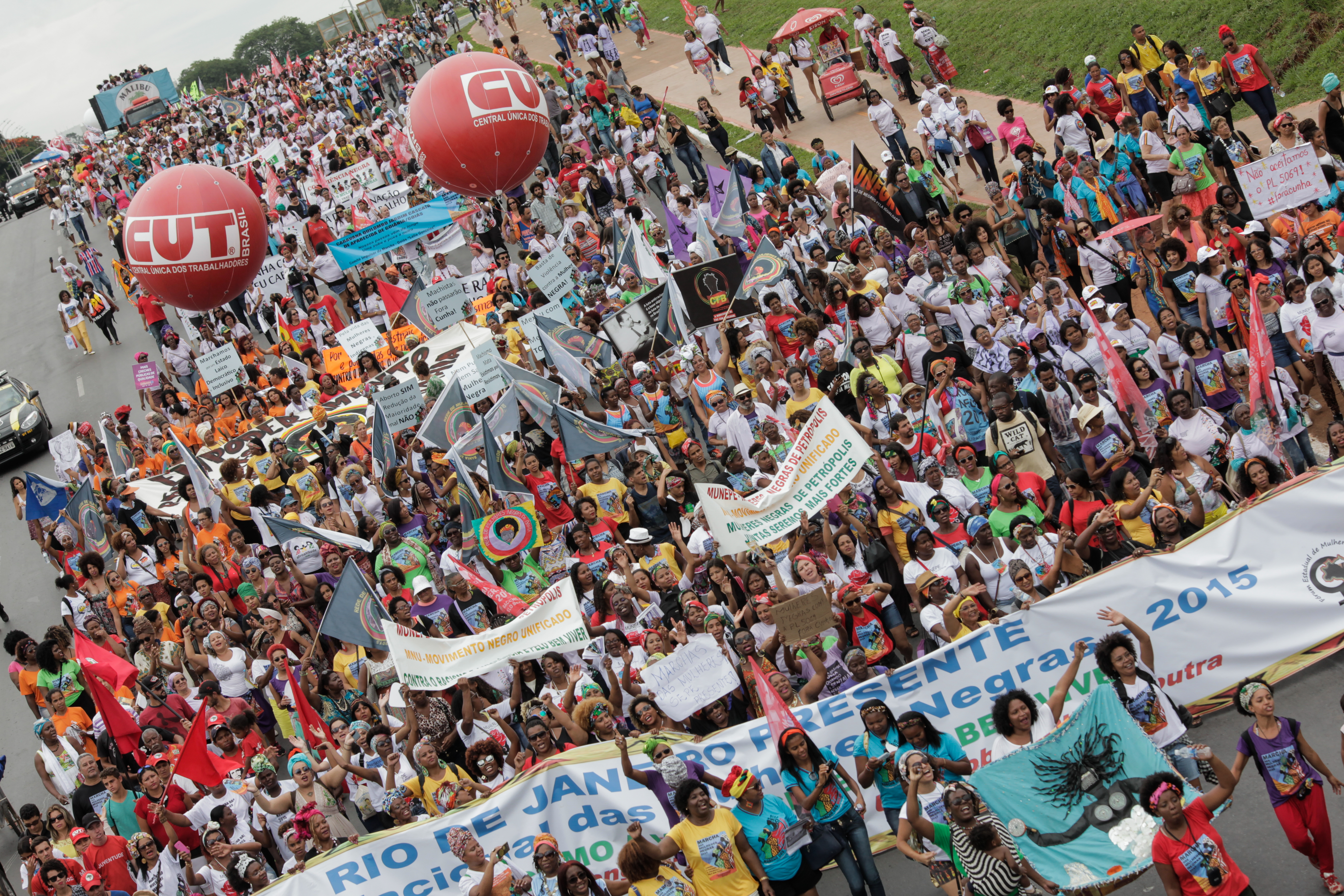
Marcha das Mulheres Negras em 2015

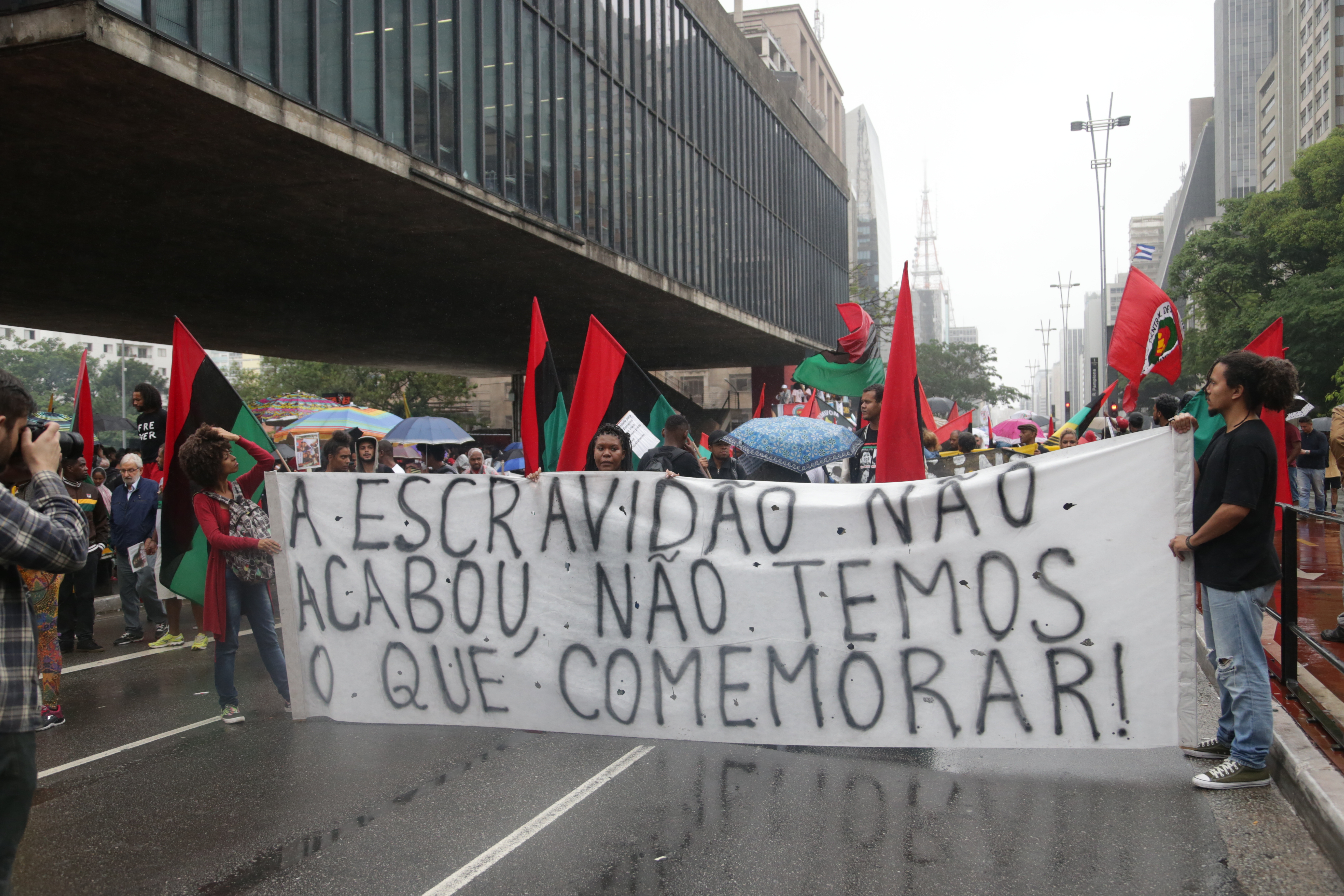
14ª Marcha da Consciência Negra de São Paulo em 2017. O cartaz diz: "A escravidão não acabou, não temos o que comemorar"

Contudo, essas críticas foram contestadas. Segundo José Maria e Silva, do Observatório da Imprensa, Magnoli faz algumas observações justas, mas também faz generalizações indevidas, mostra desconhecer em profundidade alguns aspectos da problemática racial no país, usa argumentos pseudocientíficos, e "sem perceber, flerta com o racismo científico do século 19, que ele tanto condena". Para Reginaldo Bispo, coordenador nacional do Movimento Negro Unificado, "salta aos olhos o reacionarismo assumido por quantos se desmancharam em elogios ao livro do intelectual-mercenário, que vai do desconhecimento histórico; passando pela tentativa de reviver a 'democracia racial' sepultada pelo MN nos anos 70, com dados e indicadores sociais fartamente encontrados nas publicações das instituições em que atuam; até o mais ridículo conceito da recente descoberta desta nova 'inteligência', de que os negros estão inventando o racismo as avessas, como nos EUA. [...] Dos argumentos recém surgidos da 'moderna academia', é de pasmar o dramático apelo a manutenção dos privilégios e do poder nas mãos do status quo". Para Júlio & Strey, "diferente do que postula Magnoli (2009) em sua tese de que o movimento negro propõe uma racialização e uma bi-polarização no Brasil igualitário, falar sobre a questão racial é trazer para a ordem do dia as injustiças pelas quais passa grande parte da população brasileira. O movimento negro, assim como ONGs que tratam da questão da inclusão social de pessoas negras, não querem bi-polarizar racialmente o Brasil. Querem sim, findar com a hegemonia branca, que caracteriza talvez a unipolarização racial do Brasil. [...] Fica um tanto evidente que, em verdade, ele desconhece totalmente a realidade dos (as) negros (as) brasileiros e brasileiras, e que seu discurso tem sido, no mínimo, teórico, apartado da realidade".
Embora possa haver algumas distorções pontuais, os argumentos do movimento negro são comprovados por uma massa de evidências materiais, documentos, depoimentos e estudos científicos e acadêmicos, demonstrando que os negros e pardos de modo geral enfrentam condições de vida e encontram oportunidades sistematicamente piores que os brancos, estando em jogo a questão de direitos sociais e humanos prejudicados, de possibilidades sociais restringidas e de acesso dificultado aos bens materiais e imateriais. Discursos que negam ou dissimulam a existência do racismo no Brasil não ajudam o resgate da dignidade negra nem a melhoria de sua situação socieconômica, mas tendem a perpetuar estereótipos discriminatórios e o mito da democracia racial, ocultando ou minimizando os fatos de que uma grande parte da população é racista e preconceituosa, e que os indicadores de saúde, educação, escolaridade, renda média, riqueza, emprego, qualidade de vida, participação democrática, inclusividade, infraestrutura sanitária, segurança, habitação, acesso à justiça, à cultura, à energia e ao abastecimento de água, mostram, todos eles, que os negros permanecem em condição de inferioridade.